# Поворинский район
Пово́ринский райо́н — административно-территориальная единица (район) и муниципальное образование (муниципальный район) на северо-востоке Воронежской области России.
Административный центр — город Поворино.

## География
Поворинский район — самая восточная окраина Воронежской области, расположен на Окско-Донской равнине. Поворинский район располагается на границе 3-х федеральных округов. На востоке район граничит с Приволжским федеральным округом (Саратовская область), на юге — с Южным федеральным округом (Волгоградская область), на севере — с Борисоглебским районом, на западе — с Грибановским и Новохопёрским районами Воронежской области, которая входит в состав Центрального федерального округа. Площадь района — 1090 км².
Располагаясь в лесостепной зоне, Поворинский район обладает умеренно континентальным климатом. При среднегодовой температуре воздуха +7,2 °C, средняя температура июля +22 °C, января −10 °C.
Основные реки — Кардаил, Хопёр, Свинцовка.

## История
Поворинский район образован 27 марта 1946 года за счёт разукрупнения Борисоглебского района. 17 ноября 1949 года Борисоглебский район был ликвидирован с передачей большей части территории в Поворинский район. С 6 января 1954 года по 19 ноября 1957 года район входил в состав Балашовской области. 4 марта 1959 года в состав района вошла часть территории упразднённого Песковского района, в 1960 году — Байчуровского района. В 1961 году часть территории передана в состав восстановленного Борисоглебского района. В 1963 году Поворинский район был ликвидирован, его территория вошла в состав Борисоглебского района, а город Поворино отнесён к категории городов областного подчинения. 9 декабря 1970 года Поворинский район был восстановлен за счёт разукрупнения Борисоглебского района.

## Население
| 1989    | 2002    | 2009    | 2010    | 2011    | 2012    | 2013    |
| ------- | ------- | ------- | ------- | ------- | ------- | ------- |
| 37 775  | ↘17 475 | ↗33 978 | ↗34 030 | ↘33 940 | ↘33 546 | ↘33 259 |
| 2014    | 2015    | 2016    | 2017    | 2018    | 2021    | 2025    |
| ↘33 101 | ↘32 755 | ↘32 472 | ↘32 258 | ↘32 071 | ↘31 119 | ↘30 678 |

### Урбанизация
В городских условиях (город Поворино) проживают 52,88 % населения района.

### Национальный состав
По итогам переписи населения 2020 года проживали следующие национальности (национальности менее 0,1 % и другое, см. в сноске к строке «Другие»):
| Национальность   | Численность, чел. | Доля     |
| ---------------- | ----------------- | -------- |
| Русские          | 28 795            | 92,53 %  |
| Цыгане           | 683               | 2,19 %   |
| Таджики          | 186               | 0,60 %   |
| Армяне           | 128               | 0,41 %   |
| Узбеки           | 100               | 0,32 %   |
| Украинцы         | 80                | 0,26 %   |
| Турки-месхетинцы | 75                | 0,24 %   |
| Азербайджанцы    | 45                | 0,14 %   |
| Татары           | 36                | 0,12 %   |
| Другие           | 991               | 3,19 %   |
| Итого            | 31 119            | 100,00 % |

## Муниципально-территориальное устройство
В Поворинский муниципальный район входят 9 муниципальных образований, в том числе 1 городское и 8 сельских поселений:
| № | Муниципальное образование          | Административный центр | Количество населённых пунктов | Население | Площадь, км2 |
| - | ---------------------------------- | ---------------------- | ----------------------------- | --------- | ------------ |
| 1 | городское поселение город Поворино | город Поворино         | 1                             | ↘16 417   | 37,03        |
| 2 | Байчуровское сельское поселение    | село Байчурово         | 3                             | ↘1818     | 133,00       |
| 3 | Вихляевское сельское поселение     | село Вихляевка         | 1                             | ↘477      | 59,84        |
| 4 | Добровольское сельское поселение   | посёлок Октябрьский    | 4                             | ↘669      | 80,83        |
| 5 | Мазурское сельское поселение       | село Мазурка           | 3                             | ↘1159     | 151,47       |
| 6 | Октябрьское сельское поселение     | село Октябрьское       | 2                             | ↗1312     | 170,28       |
| 7 | Песковское сельское поселение      | село Пески             | 1                             | ↗6625     | 212,78       |
| 8 | Рождественское сельское поселение  | село Рождественское    | 3                             | ↘2551     | 163,81       |
| 9 | Самодуровское сельское поселение   | село Самодуровка       | 2                             | →650      | 68,24        |

## Населённые пункты
В Поворинском районе 20 населённых пунктов.
| №  | Населённый пункт | Тип                     | Население | Муниципальное образование          |
| -- | ---------------- | ----------------------- | --------- | ---------------------------------- |
| 1  | Байчурово        | село                    | ↘1577     | Байчуровское сельское поселение    |
| 2  | Взаимопомощь     | посёлок                 | 24        | Байчуровское сельское поселение    |
| 3  | Вихляевка        | село                    | ↘477      | Вихляевское сельское поселение     |
| 4  | Ильмень          | село                    | ↘390      | Мазурское сельское поселение       |
| 5  | Калмычёк         | посёлок                 | 32        | Добровольское сельское поселение   |
| 6  | Каменка          | село                    | 397       | Байчуровское сельское поселение    |
| 7  | Кардаиловка      | село                    | ↘115      | Мазурское сельское поселение       |
| 8  | Красное Знамя    | посёлок                 | 14        | Добровольское сельское поселение   |
| 9  | Кривченково      | посёлок                 | 26        | Добровольское сельское поселение   |
| 10 | Мазурка          | село                    | ↘786      | Мазурское сельское поселение       |
| 11 | Моховое          | посёлок                 | 97        | Самодуровское сельское поселение   |
| 12 | Октябрьский      | посёлок                 | 698       | Добровольское сельское поселение   |
| 13 | Октябрьское      | село                    | ↘1329     | Октябрьское сельское поселение     |
| 14 | Пески            | село                    | ↗6625     | Песковское сельское поселение      |
| 15 | Поворино         | город                   | ↘16 224   | городское поселение город Поворино |
| 16 | Поляна           | железнодорожная станция | 36        | Рождественское сельское поселение  |
| 17 | Поляна           | село                    | 1         | Октябрьское сельское поселение     |
| 18 | Рождественское   | село                    | ↘2645     | Рождественское сельское поселение  |
| 19 | Самодуровка      | село                    | 666       | Самодуровское сельское поселение   |
| 20 | Чибизовка        | посёлок                 | 22        | Рождественское сельское поселение  |

Упраздненные населенные пункты
15 декабря 2005 года были упразднены поселок Родничок, поселок Свободный Труд и железнодорожная станция Мазурка.

## Экономика
Ведущими отраслями, обеспечивающими основной объём валового продукта района, являются: промышленность, сельское хозяйство, торговля, строительство и транспорт.На территории района расположены 12 сельхозпредприятий, 7 малых сельхозпредприятий, 89 крестьянско-фермерских хозяйств, занимающихся выращиванием зерновых и зернобобовых культур, подсолнечника и сахарной свёклы. ООО «Селянка» специализируется на производстве куриных яиц, ООО «Ильмень» — на производстве рыбы, ряд крестьянско-фермерских хозяйств, помимо растениеводства, занимаются производством животноводческой продукции.

## Транспорт
Через район проходят федеральные автодороги «Саратов—Курск», «Москва—Волгоград».